# Toro, Molise
Toro este o comună din provincia Campobasso, regiunea Molise, Italia, cu o populație de 1.513 locuitori și o suprafață de 24,06 km².

## Demografie
Toro - evoluția demografică

|  | Graficele sunt indisponibile din cauza unor probleme tehnice. Mai multe informații se găsesc la Phabricator și la wiki-ul MediaWiki. |

Date: Recensăminte sau birourile de statistică - grafică realizată de Wikipedia